# Sant Esteve d'Aravell
Sant Esteve d'Aravell és una església sufragània en el poble d'Aravell, municipi de Montferrer i Castellbò (Alt Urgell), protegida com a bé cultural d'interès local.

## Descripció
Església d'una sola nau, amb capçalera plana orientada a nord i coberta de fusta a doble vessant amb llosa. L'interior ha estat reformat recentment segons el model d'un saló barroc, amb abundància de motllures, pilastres, capitells compostos i colors lluminosos. La porta d'accés al temple s'obre a la façana sud, i és en arc de mig punt, motllurada. Aquesta mateixa façana presenta un òcul circular en alt, també motllurat. Adossat a l'extrem septentrional del mur de llevant hi ha un cos quadrangular que fa de sagristia, i a l'angle sud-occidental hi ha un campanar de torre, de secció quadrangular, amb coberta de pissarra piramidal amb faldons i quatre obertures al pis superior. Els paraments presenten evidències abundants de morter de calç.

## Història
La primera notícia de l'indret d'Aravell data de l'any 910 i continua apareixent en nombrosos documents dels segles xi i xii, per motiu, principalment, de donacions o deixes testamentàries fetes a favor, principalment, del capítol de la catedral de la Seu d'Urgell. L'advocació de sant Esteve apareix en una donació de l'any 1003. A final del segle xv i començament del XVI, l'indret pertanyia al vescomtat de Castellbò. En les visites pastorals dels anys 1575, any en què es recullen desperfectes a la teulada, i de 1758, així com en el Plan Parroquial de 1904, consta com a sufragània d'Adrall.